# Milojko Lešjanin
Milojko Lešjanin (Милојко Лешјанин), född 15 februari 1830 i Lešje, död 15 februari 1896 i Belgrad, var en serbisk general och politiker.
Lešjanin bedrev militära studier i Berlin och Paris, var en tid lärare och direktor vid militärakademien i Belgrad och 1873 krigsminister. Under kriget mot Osmanska riket 1876 ledde han försvaret av Timoklinjen mot Osman Pascha, och under kriget 1877–78 intog han Niš (i januari 1878). Befordrad till general, användes han 1878 även i diplomatiska uppdrag till San Stefano och Sankt Petersburg. Han var åter krigsminister 1878–79 och 1880–82 och sedermera chef för generalstaben. Under serbisk-bulgariska kriget 1885 anförde han den norra armén, som opererade mot Vidin, utan att inta det.